# Departamento de Caazapá
Caazapá (en guaraní: Ka'asapa) es uno de los diecisiete departamentos que, junto con Asunción, Distrito Capital, forman la República del Paraguay. Su capital es la homónima Caazapá y la ciudad más poblada del departamento es San Juan Nepomuceno. Está ubicado al centro sur de la región oriental del país, limitando al norte con Guairá, al noreste con Caaguazú, al este con Alto Paraná, al sur y sureste con Itapúa, al suroeste con Misiones y al oeste con Paraguarí. Con 140 060 habitantes en 2022 es el sexto departamento menos poblado —por delante de Presidente Hayes, Misiones, Ñeembucú, Boquerón y Alto Paraguay; y con 9.496 km² es el quinto menos extenso, por delante de Paraguarí, Cordillera, Guairá y Central. Su nombre que proviene del guaraní ka'aguy jahasapa, significa «más allá del bosque».

## Historia

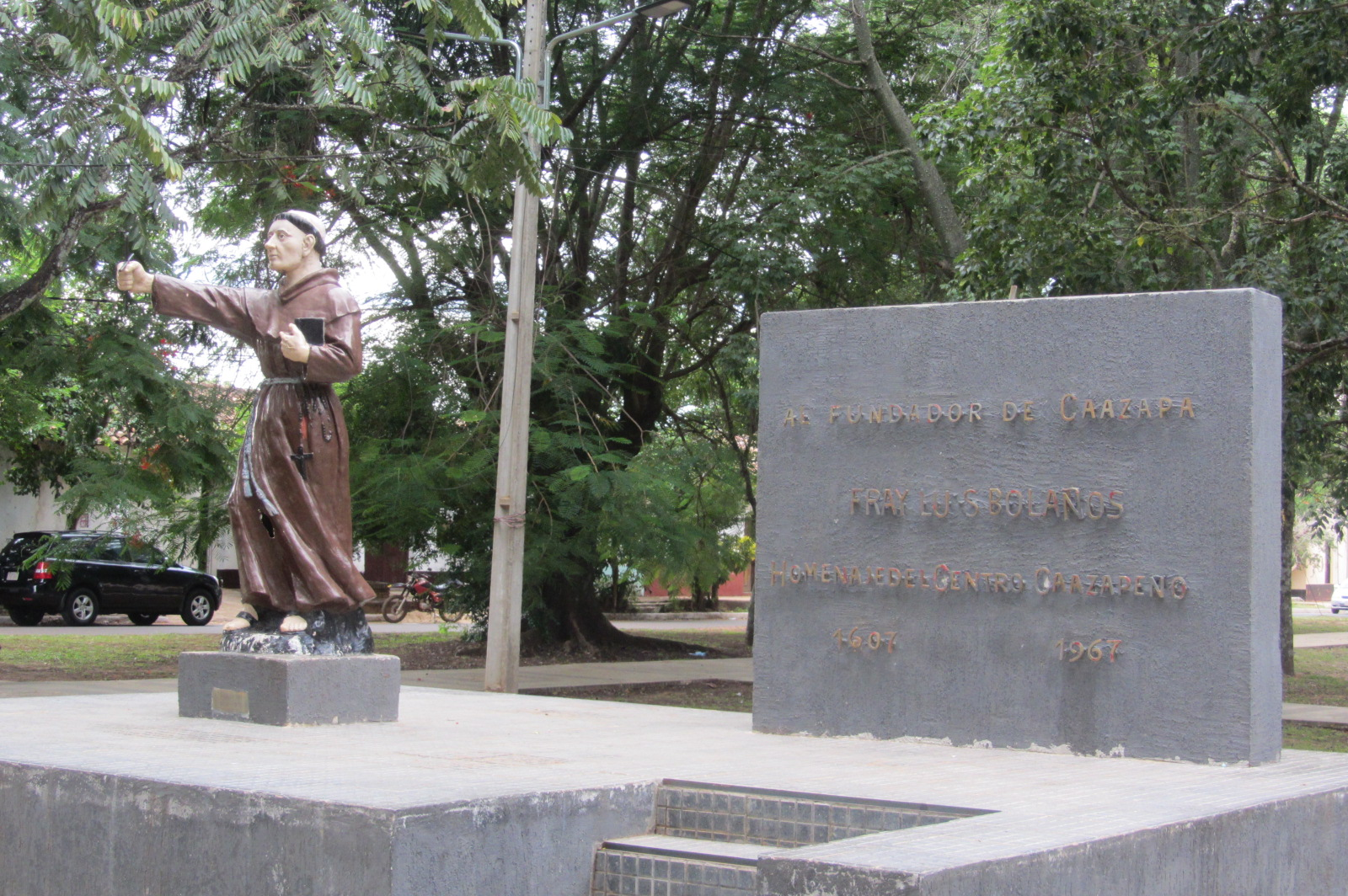
Monumento a Fray Luis Bolaños, fundador de Caazapá.

Su historia está profundamente ligada a la presencia de los primeros misioneros franciscanos en el Paraguay quienes fundaron allí varias reducciones donde lograron eximir a los indígenas del servicio de encomienda por 10 años. Es una de las primeras misiones franciscanas – guaraní en el Río de la Plata que se establecieron definitivamente en el Paraguay.
La zona central del país, así como la de Caazapá constituye la región que más ayudó a consolidar y escribir la historia del país. La presencia de los franciscanos en las antiguas reducciones de Yuty y Caazapá, proceso que comenzó en 1607 y siguió hasta los siglo XVII y siglo XVIII. En 1786 se fundó la Misión de San Juan Nepomuceno, lo que se constituyó junto con las otras localidades a trabajar y hacer producir la tierra y a explotar la ganadería.
En 1906, por ley, se constituyó en el VI departamento de Caazapá, siendo su capital, la ciudad del mismo nombre. A partir de 1973 no se realizaron modificaciones a los límites del departamento, que se mantienen hasta hoy.
En este departamento se instalaron a fines del siglo XIX colonos australianos para fundar una colonia socialista fabiana. Descendiente de dichos colonos fue el escritor de cómics Robin Wood.

## Geografía

### Orografía
Predominan las areniscas y tilitas del Carbonífero, de origen fluvial y glaciar. Las extensas planicies se alternan con suaves lomadas que no pasan los 200 m s. n. m. y se elevan hacia la Cordillera del Ybytyruzú.
La Cordillera de Caazapá, sus ramales, Ybytyruzú, Monte Rosario y San Rafael, cruza de este a oeste todo el departamento, con cerros de mediana altura como el Mbatoví, Ñú Cañy, Pacurí y Morotí. Esta cordillera marca el territorio en dos zonas bien diferenciadas, al noroeste, terrenos bajos, esteros y campos de cultivos y pastizales; en el sureste, con terrenos ondulados y elevados, cubierto de bosques

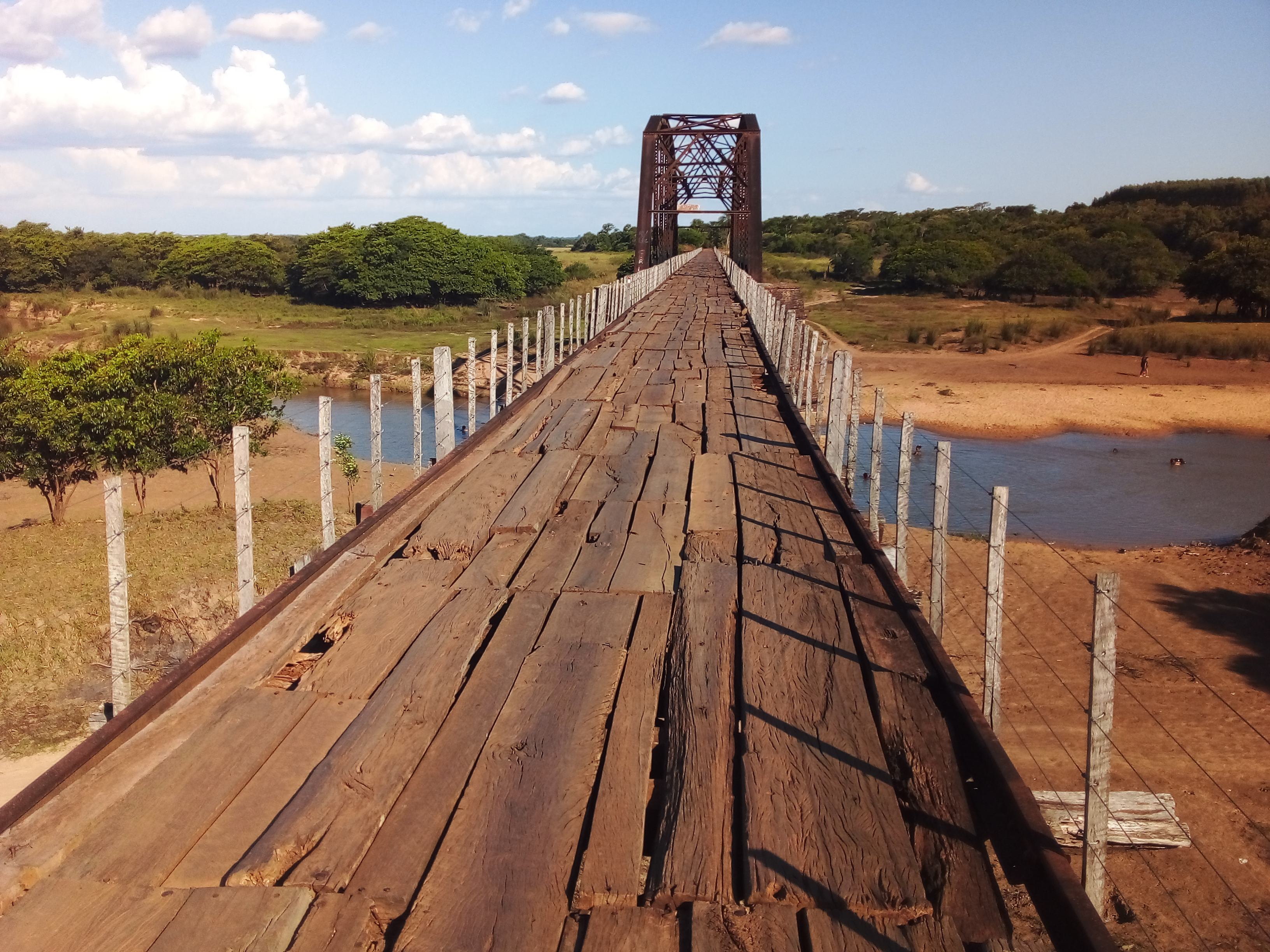
Antiguo puente ferroviario sobre el río Pirapó.

### Hidrografía
De este a oeste, el río Tebicuary recorre de este a oeste el sur del departamento y marca una parte del límite con el territorio del departamento de Itapúa. El río Tebicuary–mí marca el territorio con el departamento de Paraguarí.
El río Pirapó desemboca en el río Tebicuary, en el centro del departamento. En Caazapá también se encuentran las nacientes de los arroyos Capiibary e Ypety y los arroyos Iñaro, Guazú y Charará.

### Flora
La naturaleza agreste de la región, a lo largo de la Cordillera de Caazapá es una muestra de la rica vegetación del país, en esa zona.
Todo el departamento está en la Eco-región de la Selva Central. Las tierras boscosas sufren las consecuencias de destinar la tierra a la ganadería, así como el uso descontrolado de la tecnología que no protegen la integridad del suelo, son problemas que afectan el departamento.
Las especies vegetales en peligro de extinción están el cedro, el yvyra paje, el yvyra asy, el nandyta; entre las especies animales más afectados se encuentran la tiririca, el margay, el lobopé y el aira’y.
Las áreas protegidas de la región son:
- Parque nacional Caazapá, 16 000 hectáreas.
- Reserva Natural Ypeti, 13 592 hectáreas. Es un área silvestre protegida bajo dominio privado creada por Decreto del Poder Ejecutivo N.º 21 346 del 10 de junio de año 2003 y forma parte de la Estancia Golondrina (el total de la propiedad incluida la reserva es de 23 911 hectáreas).[4]
- Reserva Natural Tapytá, 4736 hectáreas. Pertenece a la Fundación Moisés Bertoni y es un área silvestre protegida bajo dominio privado creada por Decreto del Poder Ejecutivo N.º 5 831 del 28 de junio de año 2005.[5]
- Isla Susü, reserva de humedal más grande del país, con 4000 hectáreas mayormente en el Distrito de Caazapá.

### Límites

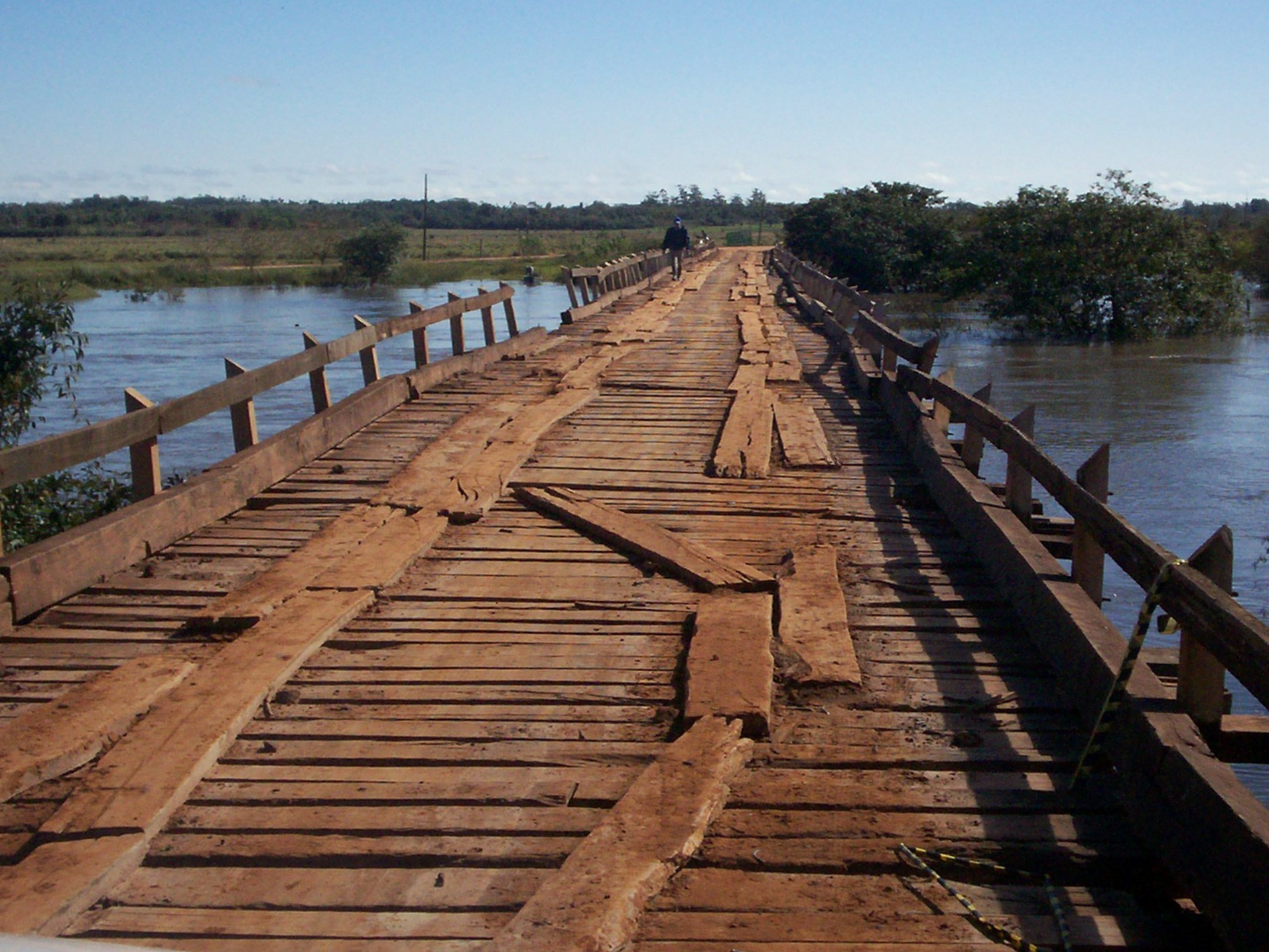
Antiguo puente, anterior a la pavimentación de la Ruta Nacional 8, sobre el río Tebicuary (límite entre los departamentos de Itapúa y Caazapá).

Situado al sureste de la Región Oriental del Paraguay, entre los paralelos 25º 30' y 26º 45' de latitud sur y entre los meridianos 55º 15' y 56º 45' de longitud oeste.
- Al norte: limita con los departamentos de Guairá y Caaguazú.

- Al sur: limita con el departamento de Itapúa.

- Al este: limita con el departamento de Alto Paraná.

- Al oeste: limita con los departamentos de Misiones y Paraguarí.

### Clima
Las temperaturas máximas llegan a 37 °C y las mínimas llegan a 1 °C, la media es de 21 °C, se constituye en uno de los departamentos con mayor cantidad de precipitaciones.

## Demografía
| Población Histórica del Departamento de Caazapá | Población Histórica del Departamento de Caazapá | Población Histórica del Departamento de Caazapá |
| Año                                             | Habitantes                                      | Fuente                                          |
| ----------------------------------------------- | ----------------------------------------------- | ----------------------------------------------- |
| 1950                                            | 73 051                                          | Censo paraguayo de 1950                         |
| 1962                                            | 92 401                                          | Censo paraguayo de 1962                         |
| 1972                                            | 103 139                                         | Censo paraguayo de 1972                         |
| 1982                                            | 109 452                                         | Censo paraguayo de 1982                         |
| 1992                                            | 129 352                                         | Censo paraguayo de 1992                         |
| 2002                                            | 139 517                                         | Censo paraguayo de 2002                         |
| 2012                                            | 172 345                                         | Censo paraguayo de 2012                         |
| 2022                                            | 140 060                                         | Censo paraguayo de 2022                         |

## División administrativa
El Departamento de Caazapá está dividido en 11 distritos:

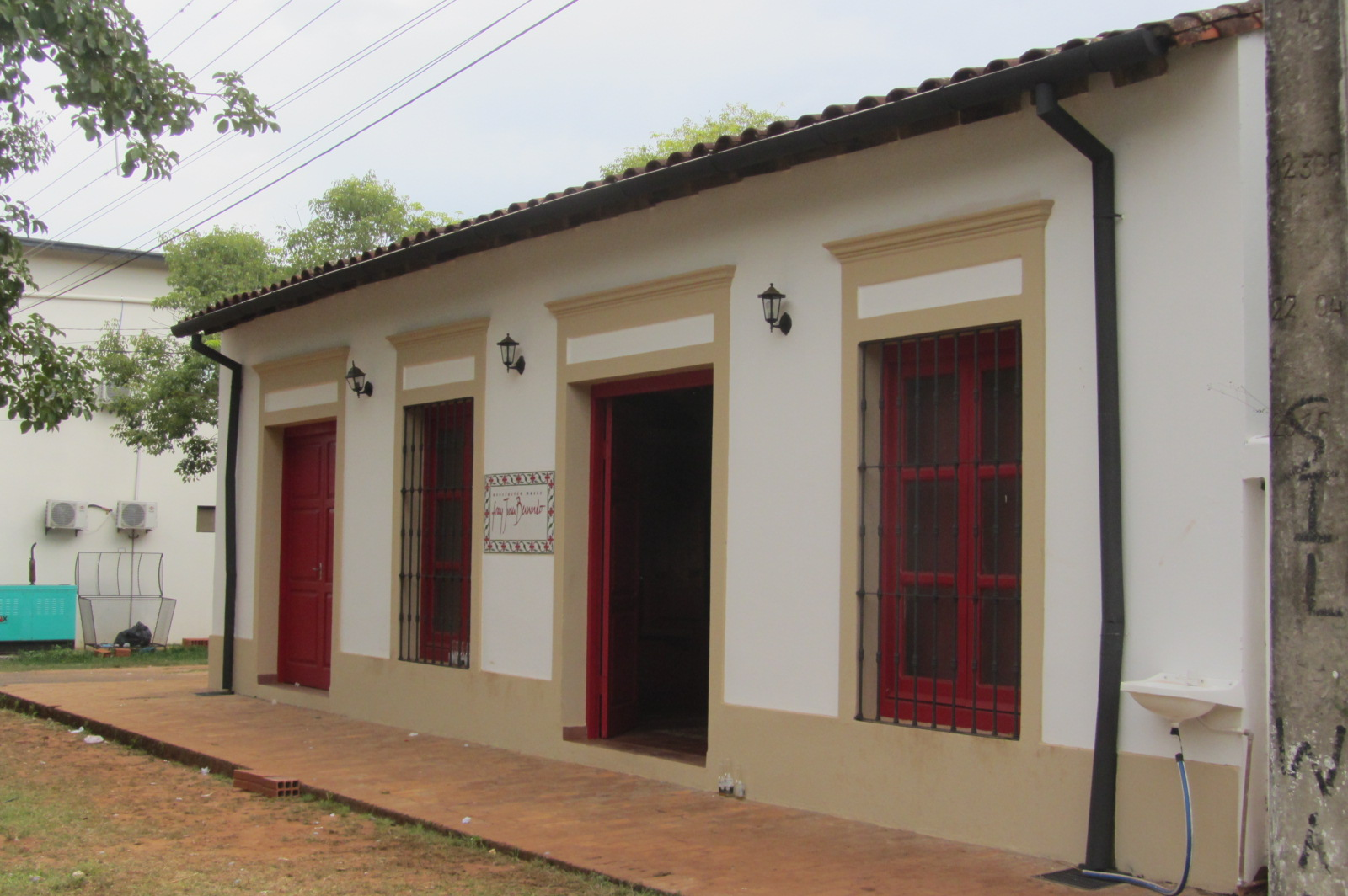
Museo Franciscano de Caazapá.

| N.º | Distritos                | Población (2017) |  |
| --- | ------------------------ | ---------------- |  |
| 1   | Abaí                     | 32 268           |  |
| 2   | Buena Vista              | 6200             |  |
| 3   | Caazapá                  | 26 246           |  |
| 4   | Doctor Moisés S. Bertoni | 5720             |  |
| 5   | Fulgencio Yegros         | 6875             |  |
| 6   | General Higinio Morínigo | 6293             |  |
| 7   | Maciel                   | 4817             |  |
| 8   | San Juan Nepomuceno      | 37 451           |  |
| 9   | Tavaí                    | 18 090           |  |
| 10  | Tres de Mayo             | 18 345           |  |
| 11  | Yuty                     | 22 223           |  |
|     | Caazapá                  | 140 060          |  |

## Turismo
En Caazapá el Museo Franciscano es muy visitado por los turistas. El Ykua Bolaños, que según cuenta la leyenda brotó de una piedra, cuando el sacerdote Luis de Bolaños la golpeó como prueba de la existencia de Dios para los indígenas incrédulos.

En enero del 2010, cientos de vecinos se manifestaron en contra de un proyecto de loteo de una fracción del inmueble colindante con el mítico Ykuá Bolaños. Los vecinos temen que las obras afecten la fuente de agua, a tal punto de secarse como consecuencia de la tala de los árboles que protegen la cuenca hídrica.

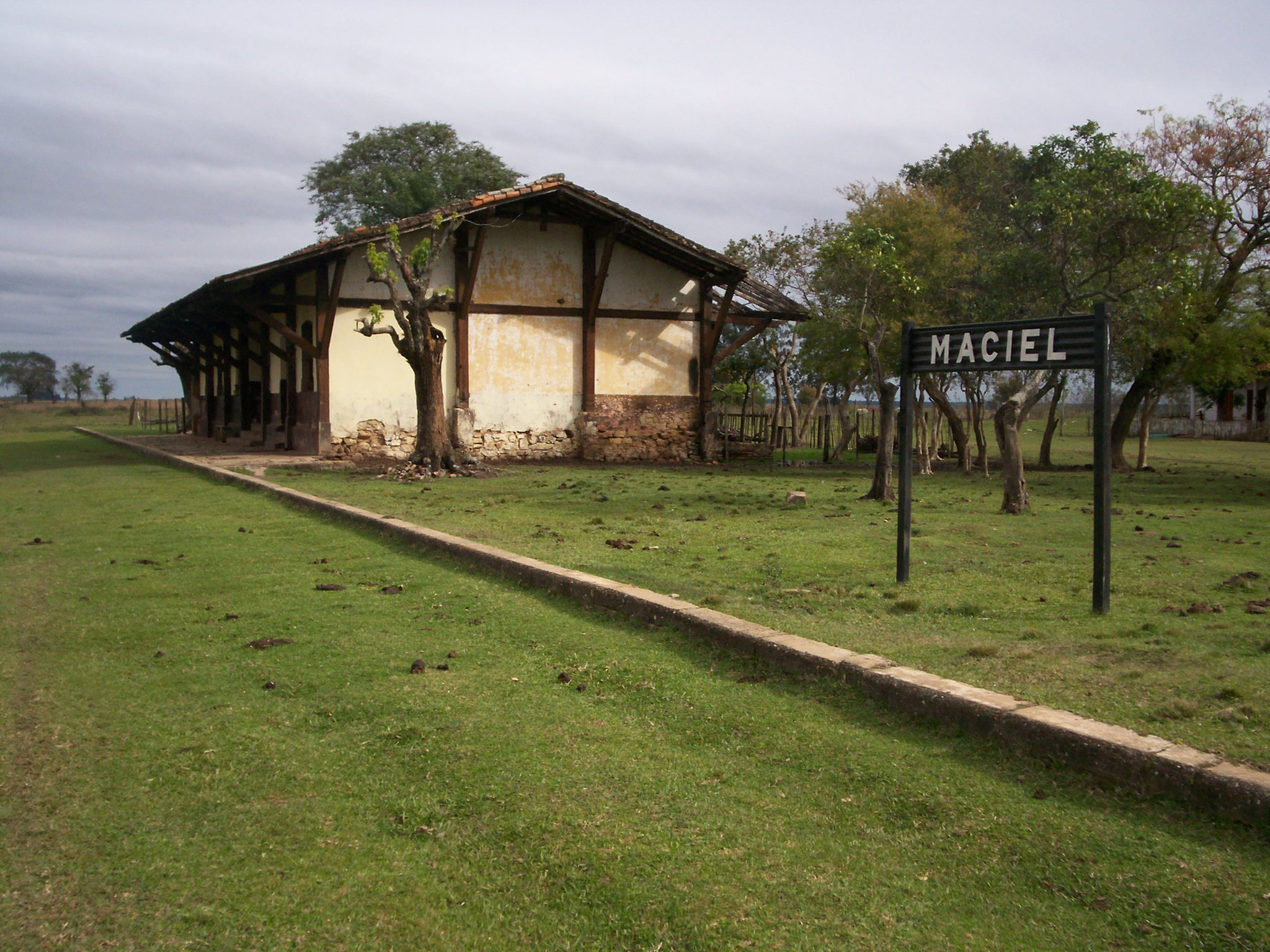
Antigua estación ferroviaria de Maciel, del Ferrocarril Carlos Antonio López.

La antigua estación del ferrocarril en Maciel es también un punto turístico, a pesar de que se encuentra en estado de abandono, luego de que el servicio ferroviario entrara en decadencia hace 15 años.
Los cerros Mbatovi, Ñu Cañy, Pacurí y la Serranía de Rosario, son muy atractivos para los turistas que llegan hasta el departamento de Caazapá.
Los ríos Tebicuary, Tebicuary-mi, Pirapó y Capi'ibary, ofrecen zonas de recreación y balnearios.

## Economía
Caazapá produce algodón, soja, caña de azúcar, maíz y mandioca.  Se destaca en cuanto a la producción de soja. Se la llama “El granjero de laRegión Oriental”, por la gran cantidad de granos producidos en esa zona.
Hace 30 años gran parte de la actividad económica de la región era la explotación forestal, pero últimamente ha decaído enormemente.
En cuanto a la industria, apenas unas pocas plantas industriales están asentadas en la región. La gran parte de las que están se dedican al procesamiento de alimentos, miel, caña dulce, almidón.

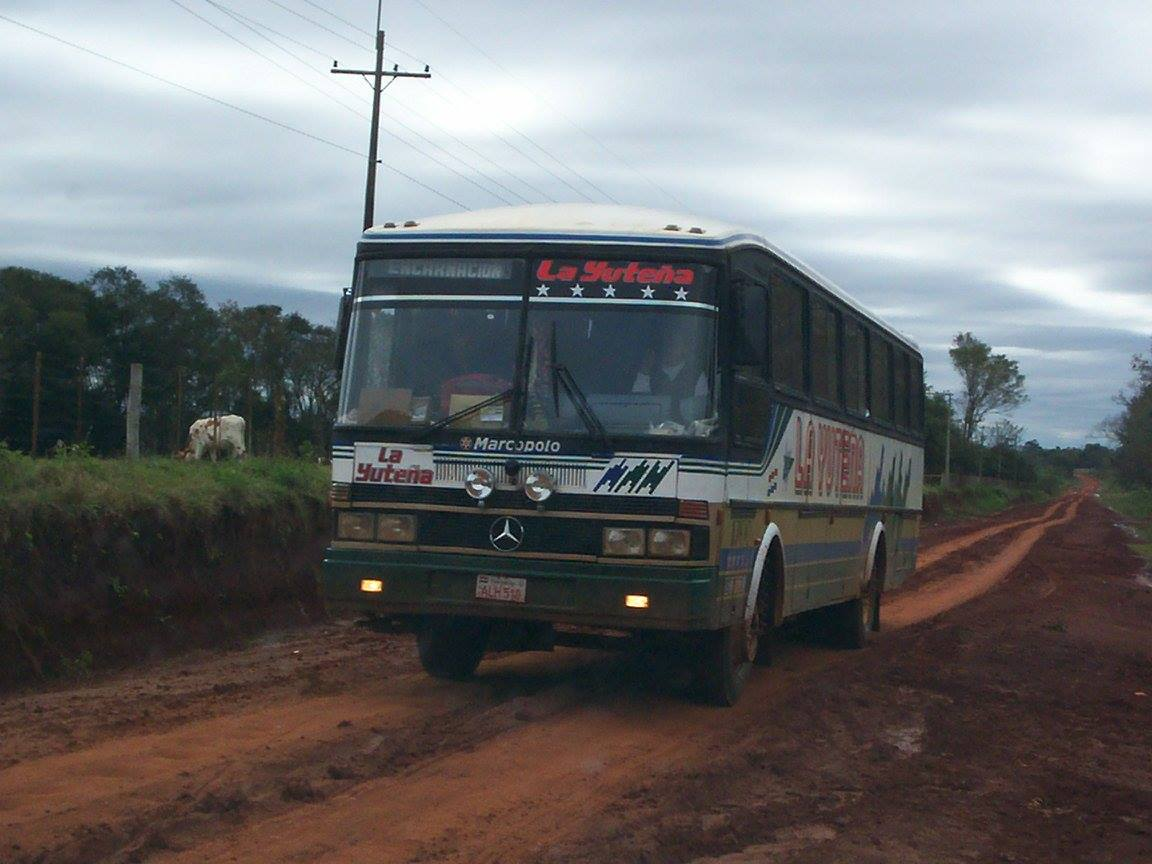
Ruta Nacional 8, a su paso por Yuty.

## Infraestructura

### Aviación
El principal aeropuerto en el departamento es el Aeropuerto de Caazapá, ubicado en la capital. Es el único aeropuerto con pista pavimentada, y se utiliza para el transporte de funcionarios del gobierno o vuelos sanitarios.
En la ciudad de San Juan Nepomuceno funcionaba un aeródromo (hoy abandonado) con pista de tierra, que se utilizaba antes de la construcción del aeropuerto de Caazapá.

### Rutas Nacionales
- PY08 “Dr. Blas Garay”: Es la principal ruta del departamento, ya que empalma con las rutas  PY10 en Villarrica, y la PY02 en Coronel Oviedo; y con la ruta PY01 en Coronel Bogado.
- PY10: Esta ruta conecta Paraguarí con Tuna y la PY06 en Naranjal, en el norte del departamento.
- PY18: Es la segunda ruta más importante (y más transitada), ya que conecta Villarica con San Juan Nepomuceno y la ruta PY06.

### Rutas Departamentales
- Ruta Departamental 16: Conecta la ruta  PY10 en Coronel Martínez con la ciudad de Iturbe y la ruta PY08 en Maciel.
- Ruta Departamental 20: Conecta la ruta PY08 en Yegros con la ruta PY01 en San Miguel.
- Ruta Departamental 21: Conecta la ruta  PY18 en Tavaí con la ruta PY06 en María Auxiliadora.
- Ruta Departamental 44 "De la Producción": Conecta la ruta PY08 en Yuty con San Juan Nepomuceno y la ruta  PY10 en  Tuna.
- Ruta Departamental 45: Conecta la ruta PY08 en  Caazapá con la ruta  PY18 cerca de San Juan Nepomuceno.
- Ruta Departamental 46: Une la ruta D044 en Tres de Mayo con el parque nacional San Rafael en Itapúa.

### Ferrocarril
El Ferrocarril Carlos Antonio López cruzaba el departamento de norte a sur, 96 km de extensión, incluía el ramal de San Salvador–Abaí.

### Navegación
Son navegables para embarcaciones pequeñas los ríos y algunos arroyos que riegan el departamento, como el Río Tebicuary.

## Medios de Comunicación
En el departamento de Caazapá cuentan con canales de televisión y con radioemisoras en FM; obedira fm y 98.1 Caazapá poty son de Caazapá, Itacarú SRL, fm la 94.3 son de yuty, 104.5 fm Kapiibary, Dinámica 101.1 FM y suceso fm son de San Juan Nepomuceno, Fm Aguaí Poty de F. Yegros 
De 28 276 hogares en el departamento, 5765 son de la zona urbana, 22 511 de la zona rural.

## Educación
Se imparte enseñanza de nivel inicial en 205 instituciones; educación primaria en 402 instituciones y en 51 instituciones la enseñanza de la educación media. La educación en el departamento también incluye la educación indígena.

## Deporte
El deporte más popular en el departamento es el fútbol, siendo que 10 de los 11 municipios posee liga propia para este deporte. La única que no posee liga propia ni selección es el municipio de Marciel, los clubes del distrito participan en la Liga Yegreña de fútbol.
La Federación del Fútbol del Sexto Departamento de Caazapá, afiliada a la Unión del Fútbol del Interior (UFI), la cual a su vez está afiliada a la APF; es la encargada de la organización del Campeonato Departamental de Interligas. Siendo un total de 10 selecciones de las 10 ligas locales de cada distrito del departamento, menos Marciel, las que participaron en el campeonato. Dicho campeonato comienza en el mes de septiembre y acaba en el de noviembre donde participan jugadores de distintas categorías:
- Mayor (Participan las 10 selecciones)
- Femenino (No todas las selecciones suelen participar en esta categoría, en la temporada 2024 solo participaron 2)
- Juvenil (Esta categoría suele subir desde la Sub-13 hasta la Sub-23, en la temporada 2024 estuvo presente la categoría Sub-15)

El campeón y subcampeón participan en el Campeonato Nacional de Interligas, donde se enfrentan a selecciones de distintas ligas de los demás departamentos del Paraguay. Además se juegan distintos torneos, como ligas campesinas, que son organizadas por los pobladores de la zona. Estos no son de carácter oficial.
En el departamento también existe el torneo "Identidad Guaraní Zona Caazapá", el cual es un torneo creado por la organización de Identidad Guaraní perteneciente a las inferiores del Club Guaraní de la ciudad de Asunción, capital nacional. Es un torneo anual creado en 2023 (año de su primera edición) donde participan niños y jóvenes de aproximadamente 5 a 6 escuelas de fútbol de distintos municipios del departamento en busca de promover y mejorar su fútbol y futuro, dándoles la oportunidad de formarse como personas y con la oportunidad de llegar a las inferiores del Club Guaraní.
Son un total de 6 categorías repartidas en "Kavichu'i" (Sub-7), Sub-9, Sub-11, Sub-13, Sub-15 y Femenina "Sub-16".
Otros deportes muy practicados en el lugar son:
- El Voleibol de playa (conocido mejor simplemente como vóley en el departamento)
- El Futvóley[9] (conocido mejor simplemente como piki o pikivóley)
- El Baloncesto
- El Fútbol sala
- El Fútbol playa
- El Turf (hípica) (Deporte donde se suelen darles muchas apuestas)

## Salud
48 instituciones de salud entre hospitales, centros y puestos de salud. No están considerados las instituciones privadas, clínicas, institutos y consultorios privados.

## Personalidades destacadas
Entre los caazapeños más conocidos están:
- Eduardo Schaerer, político, primer presidente constitucional liberal del Paraguay que terminó su mandato, de 1912 a 1916.
- Dr. Pedro N. Ciancio, primer pediatra de Paraguay, que trajo los primeros granos de soja.
- Dr. Pedro Duarte Ortellado, primer ministro de salud del Paraguay, fue el creador de dicho ministerio.
- Dr. Félix Paiva, abogado y presidente de la república entre los años 1937 y 1939.
- Dr. Felipe Molas López, odontólogo, ministro de Educación entre 1948 y 1949 y presidente de la república en el año 1949.
- María Concepción Leyes de Chaves, escritora.
- Dr. Miguel Ángel Pangrazio, abogado y escritor.
- Ana Iris Chávez de Ferreiro, poetisa y escritora.
- Felipe Sosa, concertista de guitarra.
- Padre José de Jesús Aguirre, escritor y psicólogo
- José Felix Bogado. Militar, activo participante en las guerras de independencia de América de Sur
- Monseñor Saro Vera, escritor.
- Carlos Talavera, creador del Pájaro Campana y miembro de la orquesta Caazapá
- Padre Julio César Duarte Ortellado, Siervo de Dios en proceso de beatificación, podría ser el segundo santo paraguayo.
- Alberto Cristóbal Luna Pastore (Provincial Jesuita)